# LATAM Airlines Ecuador
LATAM Airlines Ecuador – ekwadorska linia lotnicza z siedzibą w Guayaquil. Do 2016 działająca pod nazwą LAN Ecuador. Głównym udziałowcem jest chilijski holding LATAM Airlines Group.